# Prix Hertzog

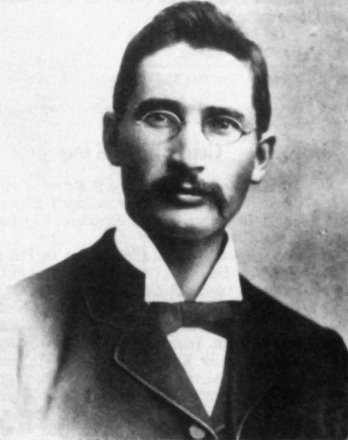
James Barry Hertzog (1866-1942).

Le prix Hertzog est un prix littéraire décerné par l'Académie sud-africaine des sciences et des arts. Institué en 1914, c'est le prix le plus prestigieux pour un auteur de langue afrikaans. Il est attribué à tour de rôle à l'une des trois catégories suivantes : théâtre, poésie et roman. Il peut aussi être décerné à un auteur pour l'ensemble de son œuvre. Le prix Hertzog a récompensé quelques-uns des écrivains sud-africains les plus célèbres, parmi lesquels N.P van Wyk Louw, Elisabeth Eybers, Breyten Breytenbach, André Brink, Karel Schoeman, Antjie Krog et Marlene van Niekerk.

## Historique
Le prix Hertzog porte le nom de James Barry Hertzog (1866-1942), avocat, général et homme politique sud-africain issu d'une vieille famille afrikaner du Cap, qui fit don d'une somme de 1 200 £ pour sa création.
Outre les trois catégories précitées, deux ouvrages scientifiques, l'un portant sur la linguistique, l'autre sur l'histoire, ont été récompensés en 1943 et en 1944. Cette catégorie a disparu en 1947 et fait désormais l'objet de l'attribution d'une distinction propre - le prix Stals pour les sciences humaines, décerné par l'Académie sud-africaine des sciences et des arts.
Le montant du prix était en 2010 de 17 000 rands (environ 1 800 euros). Depuis 1994, il est patronné par l'hebdomadaire Rapport.

## Poésie
- 1916 - Totius (Trekkerswee).
- 1926 - A.G. Visser (Gedigte).
- 1928 - A.G. Visser (Rose van herinnering);  C. M. van den Heever (Die nuwe boord).
- 1934 - Totius (Passieblomme);  C.L. Leipoldt (Skoonheidstroos);  W.E.G. Louw (Die ryke dwaas).
- 1937 - I.D. du Plessis (Vreemde liefde et Ballades);  N.P van Wyk Louw (Alleenspraak)
- 1940 - N.P van Wyk Louw (Die halwe kring).
- 1943 - Elisabeth Eybers (Die stil avontuur et Belydenis in die skemering).
- 1947 - D.J. Opperman (Heilige beeste).
- 1951 - Toon van den Heever (Gedigte 1919, nouvelle édition Eugène en ander gedigte 1931).
- 1962 - Ernst van Heerden (Die klop).
- 1965 - N.P van Wyk Louw (Tristia).
- 1968 - Boerneef (à titre posthume) (pour l'ensemble de son œuvre poétique).
- 1971 - Elisabeth Eybers (Onderdak).
- 1974 - Uys Krige (Uys Krige: 'n keur uit sy gedigte).
- 1977 - Wilma Stockenström (Van vergetelheid en van glans).
- 1980 - D.J. Opperman (Komas uit 'n bamboesstok).
- 1983 - Sheila Cussons (pour l'ensemble de son œuvre poétique).
- 1984 - Breyten Breytenbach ( "Yk" ).
- 1987 - T.T. Cloete (Idiolek en Allotroop - ses autres recueils, Jukstaposisie et Angelliera ont reçu une mention spéciale)
- 1990- Antjie Krog (Lady Anne).
- 1993 - T.T. Cloete (Met die aarde praat).
- 1996 - Ina Rousseau ( 'n Onbekende jaartal).
- 1999 - Breyten Breytenbach (Oorblyfsels: 'n Roudig et Papierblom).
- 2002 - Henning Pieterse (Die burg van hertog Bloubaard).
- 2005 - Petra Müller (Die aandag van jou oë).
- 2008 - Breyten Breytenbach (Die Windvanger').
- 2011 - Johann de Lange (Die algebra van nood).
- 2014 - Marlene van Niekerk (Kaar)[1],[2]
- 2017 - Antjie Krog (Mede-wete).
- 2020 - Johan Myburg (Uittogboek)[3]

## Théâtre
- 1926 - J.F.W. Grosskopf (As die tuig skawe et Drie eenbedrywe).
- 1935 - H.A. Fagan (Die ouderling en ander toneelstukke).
- 1944 - Louis Leipoldt (Die heks et Die laaste aand).
- 1952 - Gerhard Beukes (Langs die steiltes, Salome dans, As ons twee eers getroud is et huit pièces en un acte); W.A. de Klerk (Die jaar van die vuur-os, Drie vroue, Drie dramas et Vlamme oor La Roche).
- 1956 - D.J. Opperman (Periandros van Korinthe).
- 1960 - N.P van Wyk Louw (Germanicus).
- 1969 - D.J. Opperman (Voëlvry).
- 1972 - P.G. du Plessis (Siener in die suburbs et Die nag van Legio).
- 1978 - Bartho Smit (Putsonderwater, Moeder Hanna, Christine et Die verminktes).
- 1981 - Henriette Grové (Ontmoeting by Dwaaldrif et pour l'ensemble de son œuvre).
- 1985 - Uys Krige (pour l'ensemble de son œuvre)
- 1991 - Chris Barnard (skrywer) (pour l'ensemble de son œuvre)
- 1994 - Reza de Wet (Vrystaat-trilogie et Trits: Mis, Mirakel, Drif)
- 1997 - Reza de Wet (Drie susters twee).
- 2000 - André Brink (Die Jogger).
- 2003 - Pieter Fourie (pour l'ensemble de son œuvre théâtrale)
- 2006 - Deon Opperman (pour l'ensemble de son œuvre théâtrale jusqu'en 2005)
- 2009 - Deon Opperman (Kaburu)
- 2012 - Adam Small (pour l'ensemble de son œuvre théâtrale)
- 2015 - Tertius Kapp (pour Rooiland et Oorsee)
- 2018 - Pieter-Dirk Uys
- 2021 - Nicola Hanekom (pour In glas)

## Prose
- 1917 - Jochem van Bruggen (Teleurgestel)
- 1920 - Leon Maré (Ou Malkop).
- 1925 - Jochem van Bruggen (Ampie: die natuurkind).
- 1926 - D.F. Malherbe (Die meulenaar).
- 1927 - Jochem van Bruggen (Ampie: die meisiekind);  C.J. Langenhoven (Skaduwees van Nasaret);            Sangiro (Diamantkoors et Twee fortuinsoekers).
- 1930 - D.F. Malherbe (Hans-die-Skipper);  G.C. et S.B. Hobson (Kees van die Kalahari).
- 1933 - Jochem van Bruggen (Die sprinkaanbeampte van Sluis).
- 1936 - Mikro (Toiings et Pelgrims).
- 1939 - D.F. Malherbe (Saul die worstelheld et Die profeet).
- 1942 - C. M. van den Heever (Laat vrugte).
- 1945 - Sangiro (pour l'ensemble de son œuvre).
- 1953 - M.E.R. (pour l'ensemble de son œuvre).
- 1957 - Elise Muller (Die vrou op die skuit).
- 1958 - N.P van Wyk Louw (pour ses essais et ses ouvrages de critique littéraire: Die mens agter die boek, Maskers van die erns, Lojale verset et Berigte te velde).
- 1961 - F.A. Venter (Swart pelgrim et Geknelde land).
- 1964 - Etienne Leroux (Sewe dae by die Silbersteins) traduction française Sept jours chez les Silberstein, Robert Laffont, Paris 1970.
- 1970 - Karel Schoeman (By fakkellig,  'n Lug vol helder wolke et Spiraal).
- 1973 - Chris Barnard (Mahala et Duiwel-in-die-bos).
- 1976 - Anna M. Louw (Kroniek van Perdepoort).
- 1979 - Etienne Leroux (Magersfontein, O Magersfontein!).
- 1982 - Hennie Aucamp (pour l'ensemble de son œuvre).
- 1984 - Henriette Grové (Die kêrel van die Pêrel).
- 1986 - Karel Schoeman ( 'n Ander land) traduction française En étrange pays, Phébus, Paris 2007
- 1989 - Etienne van Heerden (Toorberg) traduction française Le Domaine de Toorberg, Stock Paris 1990
- 1992 - Wilma Stockenström (Abjater wat so lag).
- 1995 - Karel Schoeman (Hierdie lewe) traduction française Cette vie, Phébus, Paris 2009.
- 1998 - Elsa Joubert (Die reise van Isobelle).
- 2001 - André Brink (Donkermaan).
- 2004 - Ingrid Winterbach (Niggie).
- 2007 - Marlene van Niekerk (Agaat) traduction française Agaat, Gallimard, Paris 2014
- 2010 - Etienne van Heerden (30 nagte in Amsterdam)
- 2013 - Ingrid Winterbach (Die aanspraak van lewende wesens)
- 2016 - Willem Anker (Buys - 'n Grensroman)
- 2019 - Fanie Naudé (Die derde spoel)

## Sciences humaines
- 1943 - J. du P. Scholtz (Die Afrikaner en sy taal).
- 1944 - C. Beyers (Die Kaapse Patriotte).